# Tipula (Pterelachisus) wiedemanniana
Tipula (Pterelachisus) wiedemanniana is een tweevleugelige uit de familie langpootmuggen (Tipulidae). De soort komt voor in het Oriëntaals gebied.